# Wahlen in Sierra Leone 2002
Die Wahlen in Sierra Leone 2002 fanden am 14. Mai 2002 statt. Es waren die ersten freien Wahlen nach Ende des Bürgerkrieges in Sierra Leone.
Als Sieger der Präsidentschaftswahlen ging Amtsinhaber Ahmed Tejan Kabbah der Sierra Leone People’s Party (SLPP) mit 70,1 Prozent der Stimmen hervor. Bei den Parlamentswahlen gewann die SLPP 83 der 124 Sitze und damit die absolute Mehrheit.

## Parlamentswahl
- SLPP: 83
- APC: 27
- PLP: 2
- Chiefs: 12

| Partei          | Ergebnis | Sitze | Sitzveränderung* |
| --------------- | -------- | ----- | ---------------- |
| SLPP            | 67,67 %  | 83    | ▲ 56             |
| APC             | 21,41 %  | 27    | ▲ 22             |
| PLP             | 3,5 %    | 2     | neu              |
| RUFP            | 2,2 %    | 0     |                  |
| GAP             | 1,3 %    | 0     |                  |
| UNPP            | 1,3 %    | 0     |                  |
| PDP             | 1,0 %    | 0     | ▼ 12             |
| Gewählte Chiefs | -        | 12    |                  |

*Erstmals gab es 112 anstatt 68 gewählte Sitze im Parlament.

## Präsidentschaftswahl

### Wahl
| Kandidat                  | Partei | Ergebnis |
| ------------------------- | ------ | -------- |
| Ahmad Tejan Kabbah        | SLPP   | 70,1 %   |
| Ernest Bai Koroma         | APC    | 22,4 %   |
| Johnny Paul Koroma        | PLP    | 3,0 %    |
| Alimamy Pallo Bangura     | RUFP   | 1,7 %    |
| John Karefa-Smart         | UNPP   | 1,0 %    |
| Raymond Kamara            | GAP    | 0,6 %    |
| Zainab Bangura            | MP     | 0,6 %    |
| Raymond Bamidele Thompson | CUPP   | 0,4 %    |
| Andrew Duramani Turay     | YPP    | 0,2 %    |

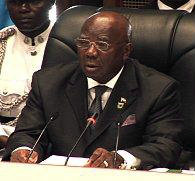
Gewählter Präsident von Sierra Leone, Ahmad Tejan Kabbah

Gewählt ist, wer bei der Grundwahl mindestens 55 % der Stimmen erhält.
Ansonsten gibt es eine Stichwahl zwischen den beiden besten Kandidaten.